# 比売語曽社
比売語曽社（ひめこそしゃ）は、大分県の姫島（東国東郡姫島村）にある神社である。比売語曽神社とも呼ばれる。祭神は比売語曽神。

## 概要
比売語曽社は姫島の名前の由来となった比売語曽神を祀る神社であり、旧村社・国史見在社。創建年代は不詳。毎年4月3日に春の大祭が開かれる。
ひめこそは姫社とも表記し、姫を祀った神社という意味の古語である。
祭神の比売語曽神について、『日本書紀』では、垂仁天皇の時代に、意富加羅国（おほからのくに。現在の朝鮮半島南部にあったと考えられている。）の王子の都怒我阿羅斯等（つぬがあらしと）が、白石から生まれた童女（阿加流比売神）に求婚すると、美女は消え失せ、都怒我阿羅斯等が追いかけると日本に渡り、摂津及び姫島に至って比売語曽社の神となったと伝えている。このうち、姫島の比売語曽社が当社であり、摂津の比売語曽社は大阪府東成区の比売許曽神社であるとされる（ただし、後者については異説あり）。
また、比売語曽神については他に、三上氏の系図には天津彦根命の娘の比売許曽命（息長大姫刀自命）、新羅王の子天之日矛の妻、新羅王波沙寝錦の妃、大己貴命の女である下照姫命、辛国息長大姫大目命、真野の長者の娘の玉依姫（般若姫）などの諸説がある。また、宇佐神宮の祭神のうちの比売大神を比売語曽神とする説もある。
広島県呉市の亀山神社は、白鳳8年（679年）に姫島の神が遷座したものとされ、古くは日売島神社（ひめしまじんじゃ）等と呼ばれた。